# Kristian Osvald Viderø
Kristian Osvald Viderø (1906-1991) est un pasteur, écrivain et traducteur féroïen, traducteur de la Bible en féroïen.

## Biographie
Kristian Osvald Viderø est né le 27 mai 1906 à Skálavík sur l'île de Sandoy, aux îles Féroé, où il a vécu jusqu'à l'âge de 16 ans. Heðin Brú, autre écrivain et traducteur célèbre, est également originaire de ce village. Comme nombre de ses compatriotes, il travaille tout d'abord quelques années comme marin-pêcheur. En 1926, après avoir fréquenté l'école populaire des îles Féroé, il réussit l'examen d'entrée à l'université. Il part alors pour le Danemark, tout d'abord pour Askov, dans le sud du Jutland, puis à Copenhague où il entreprend des études de théologie et de lettres à l'université. Il y restera jusqu'à la fin de la deuxième guerre mondiale. En 1947, de retour aux îles Féroé, il entame une carrière de pasteur qui durera 30 ans. Il est nommé tout d'abord sur l'île de Streymoy, à Hvalvík (1947-1952) puis dans le sud (1953-1965), puis à Viðareiði, la paroisse la plus au nord de l'archipel, sur l'île de Viðoy (1965-1968), et enfin à Suðuroy, l'île la plus méridionale. Ce sera son dernier poste, qu'il occupera pendant près de vingt ans jusqu'à sa retraite en 1977. Il décède le 8 avril 1991 à Copenhague, à l'âge de 84 ans.
Kristian Osvald Viderø avait épousé en 1953 Trine Egholm, de Hvalvík. Le couple a eu deux enfants.
Que ce soit pendant ses études ou, bien plus tard, comme retraité, Viderø a toujours aimé voyager. Il a ainsi parcouru une bonne partie de l'Europe, le Proche-Orient (au début des années 1950), l'Afrique du Nord et l'Inde. Conférencier réputé, il est également l'auteur de récits de voyages. Le prix M. A. Jacobsen, principal prix littéraire des Féroé, lui a été décerné en 1985.

## Œuvre
La principale contribution de Kristian Osvald Viderø est d'avoir poursuivi le travail de traduction de la Bible en féroïen entrepris par Jákup Dahl après la mort de ce dernier en 1944. C'est lui qui traduira la majeure partie de l'Ancien Testament et publiera la Bible complète en 1961 pour le compte de la Société biblique danoise.
Viderø est également l'auteur de nouvelles, de mémoires, de récits de voyages à Jérusalem et à Damas, et d'ouvrages historiques sur les différentes îles de l'archipel féroïen. Des recueils de ses sermons ont également été publiés. Comme traducteur, il a aussi publié en féroïen des traductions de l'Iliade, (en collaboration avec le poète J.H.O. Djurhuus), ainsi que des écrits du pasteur norvégien Ludvig Hope (1871-1954). D'autres traductions, comme l'épopée de Gilgamesh ou Les Cosaques, de Tolstoï, sont restées à l'état de manuscrits.

## Prix et distinctions
Kristian Osvald Viderø est lauréat du prix M. A. Jacobsen, le plus important prix littéraire des Féroé, qui lui a été décerné en 1985.

## Sources et références
- (fo)/(da) Cet article est partiellement ou en totalité issu des articles intitulés en féroïen « Kristian Osvald Viderø » (voir la liste des auteurs) et en danois « Kristian Osvald Viderø » (voir la liste des auteurs).